# Маккрей, Джон
Джон Маккрей (англ. John McCrae; 30 ноября 1872 — 28 января 1918) — канадский военный врач, педагог, поэт и художник, участник Первой мировой войны. Служил военным хирургом во время Второй битвы при Ипре в Бельгии. Более всего известен как автор стихотворения «На полях Фландрии», благодаря которому появился символ памяти погибших в этой войне — красный мак. Скончался на фронте от пневмонии.

## Биография
Родился в городе Гуэлф, провинция Онтарио, происходил из семьи шотландских эмигрантов. Окончил Гуэлфский коллегиальный университет, в 1893 году — Королевский военный колледж Канады по специальности артиллериста, был произведён в капитаны. Ещё через год окончил Сельскохозяйственный колледж Онтарио со степенями в области английского языка и математики; в том же 1894 году поступил в университет Торонто изучать медицину, там же написал первые стихи; параллельно с учёбой он для заработка обучал студентов младших курсов, и две из его учениц стали первыми женщинами-врачами в Онтарио. Во время Второй англо-бурской войны служил в британской артиллерии.
Окончив университет, в 1902 году он был назначен патологоанатомом в Монреальскую общую больницу, а позже переведён в Королевскую больницу Виктории в этом же городе. В 1904 году он стал адъюнкт-доктором в этом учреждении и тогда же на несколько месяцев отправился в Великобританию для повышения квалификации, став по итогам обучения членом Королевской коллегии врачей. В 1905 году он открыл собственную врачебную практику, хотя продолжал работать и читать лекции в других больницах. В том же году он стал патологоанатомом в детской больнице Монреаля, а в 1908 году получил назначение в Королевскую инфекционную больницу Александры. До 1911 года преподавал в университет Вермонта, имея звание профессора патологии; также преподавал в университете МакГилла в Монреале. В 1912 году выступил одним из соавторов учебника по патологии.

## Первая мировая война
После начала Первой мировой войны был призван в британскую армию (поскольку Канада в то время была британским доминионом) и руководил полевым госпиталем в Бельгии; в 1915 году, во время Второй битвы на Ипре, служил в качестве полевого хирурга. Гибель на фронте его друга и бывшего ученика Алексиса Хельмера вдохновила Маккрея на написание стихотворения In Flanders Fields («На полях Фландрии»), которое было впервые опубликовано в журнале «Панч» 3 мая 1915 года и впоследствии стало одним из популярнейших стихотворений о Первой мировой войне.
На фронте Макрей в качестве медика находился до февраля 1916 года, затем его госпиталь был переведён в старый иезуитский колледж в Булони. Умер в январе 1918 года от пневмонии и менингита, был похоронен в Булони на следующий день со всеми воинскими почестями.

## Память
В 1946 году Маккрей был включён канадским правительством в список канадцев, имеющих «национальное историческое значение». В Гуэлфском коллегиальном институте установлена бронзовая мемориальная доска в его честь.